# Віконт Гаварден

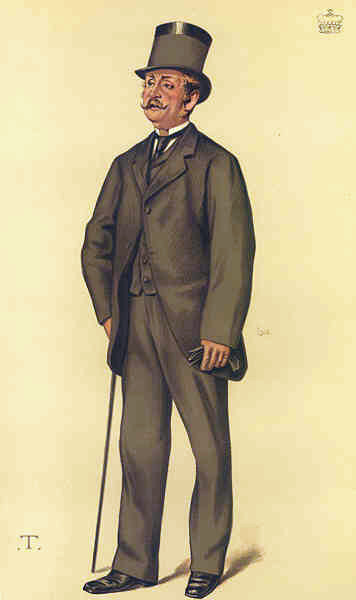
Корнеліус Мод — І граф де Монтальт, IV віконт Гаварден. Карикатура серії «Ярмарок марнославства», 1881.

Віконт Гаварден (англ. — Viscount Hawarden) — аристократичний титул в перстві Ірландії.

## Історія віконтів Гаварден
Титул віконт Гаварден в перстві Ірландії був створений в 1793 році для сера Корнуолліса Мода — ІІІ баронета Мод, що був депутатом Палати громад парламенту Ірландії і представляв Роскоммон. Він успадкував від свого старшого брата титул баронета Дандрам. Він одружився з Мері — племінницею Ральфа Аллена і в результаті цього шлюбу отримав землі Комб-Даун, що в Соммерсеті. Його син — ІІІ віконт Гаварден був депутатом Палати лордів парламенту Об'єднаного Королівства Великобританії та Ірландії в 1836—1850 роках. Титул успадкував його син, що став IV віконтом Гаварден. Він був депутатом Палати лордів парламенту в 1862—1886 роках, служив в уряді в 1866—1868 роках. Належав до партії консерваторів. Працював в адміністраціях графа Дербі та Бенджаміна Дізраелі. У 1886 році він отримав титул графа де Монтальт з Дандрама, що в графстві Тіпперері в перстві Великобританії, але цей титул зник після його смерті в 1905 році. Титул віконта успадкував його двоюрідний брат, що став V віконтом Гаварден. Він був старшим сином його ясновельможності високопреосвященного Роберта Вільяма Генрі Мода — другого сина І віконта Гаварден. Його син успадкував титул і став VI віконтом Гаварден. Він загинув молодим на полях Франції під час Першої світової війни, коли служив лейтенантом гвардії Колдстрім. Титул успадкував його двоюрідний брат, що став VII віконтом Гаварден. Він був сином Ладлоу Юстаса Мода — молодшого сина Роберта Вільяма Генрі Мода.
На сьогодні титулом володіє онук VII віконта Гаварден — ІХ віконт Гаварден, що успадкував титул від свого батька в 1991 році.
Титул баронет Мод з Дандрама, що в графстві Тіпперері був створений в баронетстві Ірландії 9 травня 1705 року для батька першого віконта Гаварден Роберта Мода. Він був депутатом Палати громад парламенту Ірландії і представляв Гоуран, Кеніс і Бангор. Сер Роберт Мод — І баронет Мод (1677 — 4 серпня 1750) був відомим в ірландії політиком. Він був єдиним сином Ентоні Мода — депутата парламенту від Кашела і верховного шерифа графства Тіпперері та Аліси Гартстондж — дочки сера Стендіша Гартстонджа — І баронета Гарстондж, барона казначейського суду Ірландії та його першої дружини Елізабет Джермін з Гантон-Холлу, Норфолк. Він одружився з Елеонорою Корнуолліс, дочкою Томаса Корнуолліса з Абермарле, Кармартеншир, та його дружини Емми Чарльтон — сестри депутата Френсіса Корнуолліса. Її вітчимом був Джон Робінсон — єпископ Лондона. Він жив у Дандрам-Хаусі, поблизу Кашела, графство Тіпперері. Після його смерті Емма успадкувала чверть його значного маєтку в Південному Уельсі. Мод сидів у палаті громад Ірландії як депутат парламенту від Гоурана з 1703 по 1713 рік. Між 1713 і 1727 роками він представляв Сент-Каніс перш ніж засідати в парламенті від Бангору з 1727 року до своєї смерті в 1750 році. 9 травня 1705 року він був призначений баронетом Дандрама в баронеті Ірландії. Його титул успадкував його старший син Томас Мод, що отримав титул барона де Монтальтом у 1776 році, але він помер неодруженим. Його другий син — Корнуолліс Мод, отримав титул віконта Гаварден у 1793 році. Була ще дочка Емма, що стала другою дружиною сера Чарльза Лейтона — ІІІ баронета Лейтон.
Його старший син — ІІ баронет Мод був депутатом ірландського парламенту від Тіпперері. У 1776 році він отримав титул барона де Монтальтом з Гавардена, що в графстві Тіпперері в перстві Ірландії. Але цей титул зник після його смерті в 1777 році, коли його змінив молодший брат, вищезгаданий ІІІ баронет Мод, для якого титул барона був відновлений в 1785 році.
Родовим гніздом віконтів Гаварден був маєток Грейт-Босінгтон, що біля селища Адішам, графство Кент, Англія. Але більш давнім гніздом був замок Дандрам-Хаус — розкішний будинок, побудований в XVIII столітті в стилі Едварда Ловетта Пірса, що стоїть біля Кашела, графство Тіпперері, Ірландія. Будинок був перебудований в 1890 році віконтом Гаварден. Родина Мод продала цей будинок в 1908 році. Після цього будинок був монастирем, а потім він став готелем у 1981 році.

## Баронети Мод з Дандрама (1705)
- Сер Роберт Мод (помер у 1750 р.) — І баронет Мод
- Сер Томас Мод (1727—1777) — ІІ баронет Мод (нагороджений титулом барон де Монтальт у 1776 році)

## Барони де Монтальт (1776)
- Томас Мод (1727—1777) — І барон де Монтальт

## Баронети Мод з Дандрама (титул відновлено)
- Сер Корнуолліс Мод (1729—1803) — ІІІ баронет (нагороджений титулом віконт Гаварден у 1793 році)

## Віконти Гаварден (1793)
- Корнуолліс Мод (1729—1803) — І віконт Гаварден
- Томас Ральф Мод (1767—1807) — ІІ віконт Гаварден
- Корнуолліс Мод (1780—1856) — ІІІ віконт Гаварден
- Корнуолліс Мод (1817—1905) — IV віконт Гаварден (нагороджений титулом граф де Монтальт у 1886 році)
- Роберт Генрі Мод (1842—1908) — V віконт Гаварден
- Роберт Корнуолліс Мод (1890—1914) — VI віконт Гаварден
- Юстас Віндем Мод (1877—1958) — VII віконт Гаварден
- Роберт Леслі Юстас Мод (1926—1991) — VIII віконт Гаварден
- Роберт Коннан Віндем Леслі Мод (1961 р. н.) — IX віконт Гаварден

## Граф де Монтальт (1886)
- Корнуолліс Мод (1817—1905) — І граф де Монтальт